# Esther van Veen
Esther van Veen (Heemskerk, 27 september 1990) is een Nederlands voormalig wielrenster, woonachtig in Uitgeest. Ze reed van 2017 tot en met 2020 bij Parkhotel Valkenburg.

## Palmares
2015

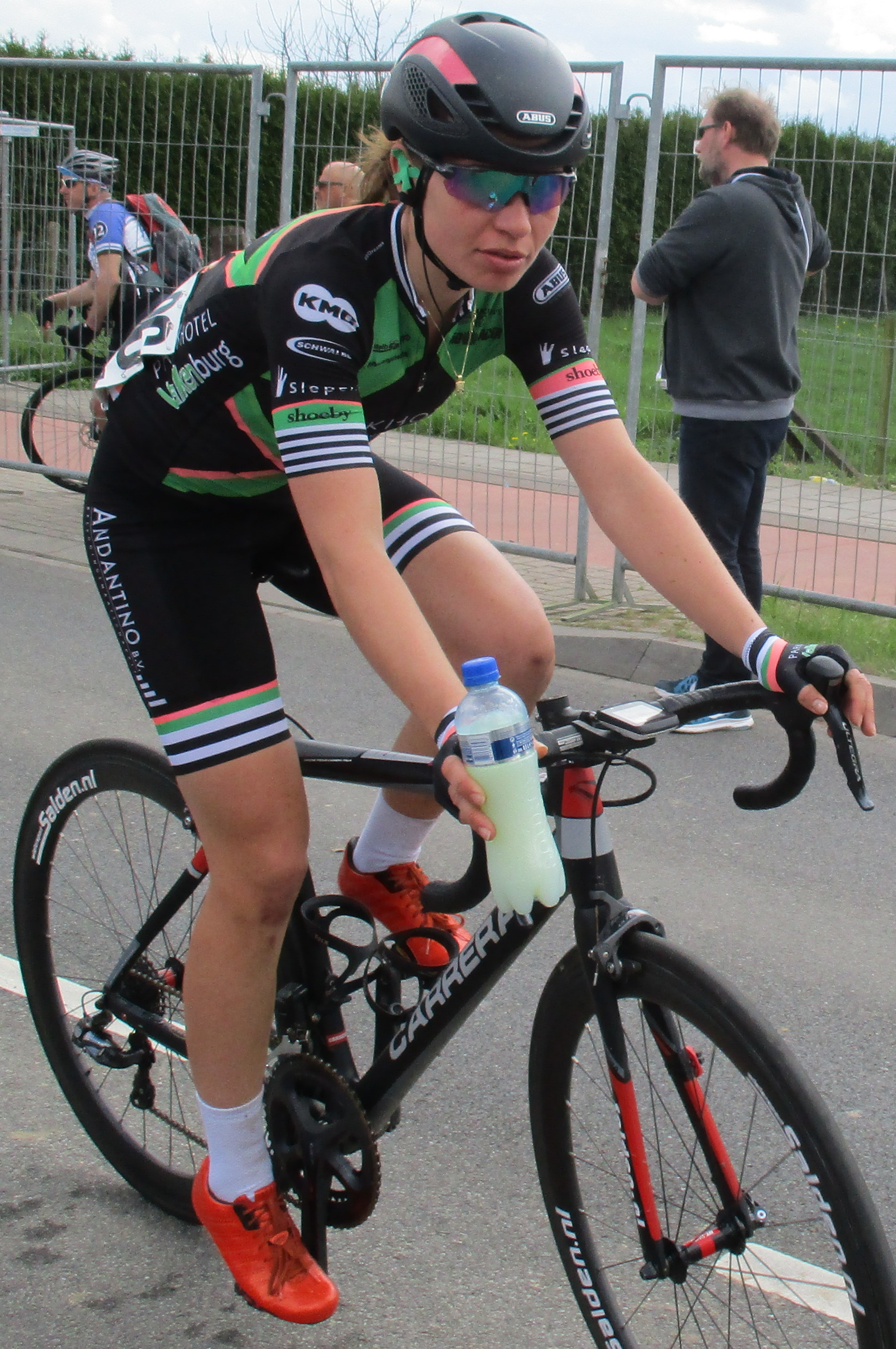
Van Veen na de Amstel Gold Race 2018.

- MTB Beachrace Hoek van Holland – Den Helder

2016
- Europees kampioenschap strandrace

2017
- Erondegemse Pijl

De Boer · Buurman · Buysman · Van Gogh · De Jong · Knauer · Post · Rooijakkers · Soet · Solovej · Steigenga · Stijns · Stougje · Swinkels · Tromp · Van Veen
De Boer · Van der Burg · Buysman · De Gast · Van Gogh · Hoeksma · Raaijmakers · Roberts · De Ruiter · Solovej · Stougje · Uiterwijk Winkel · Van Veen · Wiebes
Adegeest · De Boer · Buysman · Duyck · De Gast · Knetemann · F.Markus · Nagengast · Raaijmakers · De Ruiter · Swinkels · Uiterwijk Winkel · Van der Meer · Van Veen · Vollering · De Vuyst · Wiebes
De Boer · Van der Burg · Buysman · Duyck · De Gast · Van der Hulst · Kasper · Koster · Markus · Nagengast · Nilsson · Raaijmakers · K. Swinkels · S. Swinkels · Van Veen · Vollering · Wiebes